# Thiên hà vô tuyến
Thiên hà vô tuyến cùng với những thiên thể liên quan của nó, các quasar và các blazar giàu bức xạ vô tuyến, là các loại thiên hà hoạt động rất "sáng" tại bước sóng vô tuyến, với độ sáng lên tới 1039 W trong dải tần số từ 10 MHz đến 100 GHz. Sự phát xạ vô tuyến là do quá trình đồng bộ gia tốc. Thiên hà chủ gần như đặc thù là những thiên hà elip lớn. Các thiên hà giàu sóng vô tuyến có thể được phát hiện ở những khoảng cách xa, giúp chúng trở thành công cụ giá trị cho vũ trụ học quan sát. Gần đây, nhiều công trình đã được thực hiện về hiệu ứng của những vật thể này lên khoảng không gian liên thiên hà, đặc biệt là những nhóm thiên hà và quần tụ thiên hà.